# 火車大劫案 (小說)
《火車大劫案》（英語：The Great Train Robbery）是一部於1975年出版的小說，由迈克尔·克莱顿創作，故事講述真實發生於1855年的黃金大搶案。在美國，本書是1975年的暢銷書，並獲得《纽约时报》和《洛杉磯時報》的好評。本書亦有三種有聲書版本問世。